# Comté d'Urana
Le comté d'Urana (en anglais : Urana Shire) est une ancienne zone d'administration locale située dans l'État de Nouvelle-Galles du Sud en Australie.
Situé dans la Riverina, le comté comprenait les localités d'Urana, Boree Creek, Morundah, Oaklands et Rand.
Le 12 mai 2016, il est supprimé et fusionne avec le comté de Corowa pour former la nouvelle zone d'administration locale du conseil de Federation.